# Pattison
Pattison é uma cidade localizada no estado norte-americano de Texas, no Condado de Waller.

## Demografia
Segundo o censo norte-americano de 2000, a sua população era de 447 habitantes.
Em 2006, foi estimada uma população de 453, um aumento de 6 (1.3%).

## Geografia
De acordo com o United States Census Bureau tem uma área de
8,4 km², dos quais 8,4 km² cobertos por terra e 0,0 km² cobertos por água.

## Localidades na vizinhança
O diagrama seguinte representa as localidades num raio de 20 km ao redor de Pattison.